# Estàfil de Nàucratis
Estàfil (en grec antic: Στάφυλος, llatí: Staphylus) fou un escriptor de l'antiga Grècia nadiu de Nàucratis, a Egipte.
En parlen principalment Estrabó, Plini el Vell i Ateneu. Va escriure una obra que tractava sobre Tessàlia, Eòlia, l'Àtica i Arcàdia, que és esmentada per Valeri Harpocració i per Sext Empíric.